# Lhok Bayu
Lhok Bayu is een bestuurslaag in het regentschap Aceh Utara van de provincie Atjeh, Indonesië. Lhok Bayu telt 358 inwoners (volkstelling 2010).